# 上海公交130路
130路是上海市一条公交线路，由上海浦东金高运营。本线路被评为2018年度上海市品牌线路。

## 路线基本资料

### 线路走向
- 上行：自博兴路起经莱阳路、五莲路、浦东大道、金桥路、栖山路、德平路、博山东路、博山路、崮山路、羽山路、民生路、灵山路、桃林路、羽山路、潍坊路、崂山路至张杨路止。
- 下行：自张杨路起经浦城路、商城路、世纪大道、崂山路、张杨路、源深路、羽山路、桃林路、灵山路、民生路、羽山路、崮山路、博山路、博山东路、德平路、栖山路、枣庄路、博山东路、金桥路、浦东大道、五莲路、莱阳路至博兴路止。

### 停站
- 上行：博兴路柳埠路、博兴路长岛路、莱阳路博兴路、莱阳路五莲路、五莲路莱阳路、五莲路浦东大道、浦东大道五莲路、八号桥、金桥路浦东大道、栖山路金桥路、栖山路友林路、栖山路居家桥路、栖山路龙居路、德平路博山东路、博山东路万德路、博山路罗山路、崮山路张杨路、崮山路羽山路、羽山路南洋泾路、羽山路苗圃路、羽山路民生路、民生路灵山路、灵山路民生路、桃林路灵山路、羽山路源深路、潍坊路松林路、潍坊路东方路、崂山路张杨路、张杨路浦东南路、杨家渡渡口
- 下行：杨家渡渡口、浦城路商城路、商城路浦东南路、张杨路东方路、张杨路福山路、张杨路源深路、羽山路源深路、桃林路灵山路、灵山路民生路、民生路灵山路、羽山路民生路、羽山路苗圃路、羽山路南洋泾路、崮山路羽山路、崮山路张杨路、博山路罗山路、博山东路万德路、德平路博山东路、栖山路龙居路、栖山路居家桥路、栖山路友林路、枣庄路博山东路、博山东路金桥路、金桥路博山东路、金桥路浦东大道、八号桥、浦东大道五莲路、五莲路莱阳路、莱阳路博兴路、博兴路长岛路、博兴路柳埠路